# Portrait de Marguerite Khnopff
 (mars 2018).
Le Portrait de Marguerite Khnopff (en néerlandais : Portret van Marguerite Khnopff) est une huile sur toile (marouflée sur bois) peinte en 1887 par le symboliste belge Fernand Khnopff. La toile mesure 96 × 74,5 cm. Il s’agit du portrait de la sœur du peintre, Marguerite. Acquis par le Fonds du Patrimoine de la Fondation Roi Baudouin, le tableau est mis en dépôt aux Musées royaux des beaux-arts de Belgique à Bruxelles.

## Histoire
Khnopff est demeuré célibataire la majeure partie de sa vie. À l’âge de 50 ans, il se marie avec Marthe Worms, de seize ans sa cadette, mais le mariage est dissout moins de trois ans plus tard. La vie maritale de Khnopff illustre sa devise « On n'a que soi » qu’il avait faite inscrire en grosses lettres au-dessus de sa villa de Bruxelles. Pour Khnopff, l’homme est un individu isolé qui ne peut compter sur aucun soutien de son entourage et dont la vie se termine toujours dans la solitude.
Khnopff n’en entretenait pas moins une relation très passionnée et intime avec sa sœur Marguerite, dont il a réalisé de très nombreux portraits. Dans Memories (Du lawn tennis) (1889), il la représente sept fois dans la même composition, donnant ainsi d’elle une vision onirique idéalisée qui paraît soustraite aux lois de l’espace et du temps. Le tableau enregistre son passage vers le symbolisme à la fin des années 1880 et peut être envisagé comme une ébauche du surréalisme. Le Portrait de Marguerite demeure clairement placé sous l’influence des peintres impressionnistes, en particulier James McNeill Whistler, que Khnopff admirait.

## Description

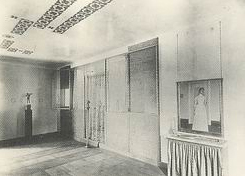
La « chambre bleue » de Khnopff, avec à droite le portrait de Marguerite.

La représentation de Marguerite dans sa robe blanche, couleur de l’innocence, correspond aux critères de la femme idéale. La robe au haut col enserre sa silhouette tel un corset et ne laisse rien voir de sa peau. Les longs gants qui couvrent ses mains trahissent une hantise du contact physique. Jusqu’au tournant du siècle, Khnopff a fréquemment peint ce type de beauté séraphique associée à la femme mystérieuse, inaccessible et vierge en même temps que tentatrice, le plus souvent sous les traits de sa sœur Marguerite.
Certains historiens d’art ont suggéré que la passion que Khnopff vouait à sa sœur était l’expression de désirs incestueux refoulés. L’impression de vide produite par le blanc de la pièce crée une atmosphère d’inviolabilité stérile et souligne l'attitude fermée et timorée du modèle. Son regard fuyant trahit une certaine irritation. Son étrange réserve semble n’être que de façade, peut-être cache-t-elle un désir érotique interdit, un sentiment pour son frère. Comme dans presque toutes ses œuvres, Khnopff laisse toutefois au spectateur le soin d’imaginer ce qu’il veut. « Nommer un objet limite la poésie du plaisir », confiait-il un jour, « le plaisir de découvrir peu à peu le mystère ».

## Histoire

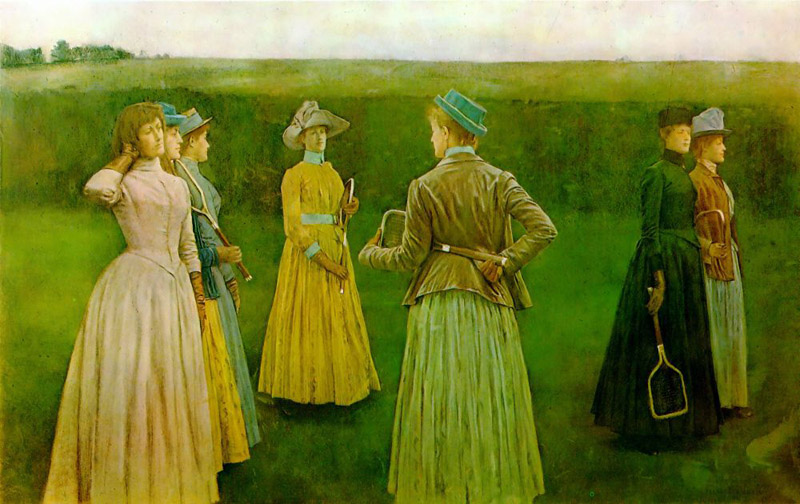
Memories (Du lawn tennis), 1889, 7 x Marguerite

Le portrait de Marguerite était un des tableaux préférés de Khnopff. Il était l’élément essentiel de la « chambre bleue », une sorte de sanctuaire dans sa maison bruxelloise, le Saint des saints, dans lequel il conservait ses œuvres de prédilection. À la mort du peintre, le tableau est revenu de droit à sa sœur Marguerite, qui l’a gardé tout aussi jalousement en sa possession. En mémoire de son frère disparu, elle avait elle-même aménagé sa propre chambre bleue, dans laquelle elle conservait la toile à l’abri des regards. Le tableau est demeuré dans la famille jusqu’en 1984. En 1991 l’œuvre a été mise en vente chez Christie's à New York. Le Fonds du Patrimoine de la Fondation Roi Baudouin a pu l’acheter, grâce au soutien de la Loterie nationale et l’a ensuite mise en dépôt aux  Musées royaux des Beaux-Arts de Belgique à Bruxelles, où elle est aujourd’hui exposée.